# Binární operace
Binární operace je matematická operace, která pracuje se dvěma vstupními hodnotami (operandy).

## Definice
Binární operací {\displaystyle f} na množině {\displaystyle {\mathcal {A}}} nazveme zobrazení
{\displaystyle f:{\mathcal {A}}\times {\mathcal {A}}\rightarrow {\mathcal {A}}}
Binární operaci {\displaystyle f} s operandy {\displaystyle x,y\in {\mathcal {A}}} a výsledkem {\displaystyle z\in {\mathcal {A}}} značíme většinou spíš pomocí nějakého zvláštního operačního znaménka {\displaystyle \circ } anebo tam, kde nehrozí nedorozumění, pomocí znamének {\displaystyle +,\cdot } nebo i bez nich jako např. u součinu (komplexních) čísel.
{\displaystyle z=f(x,y)=x\circ y}

## Příklady binárních operací
Mezi binární operace patří:
- na číselných množinách sčítání, odčítání, násobení, dělení, umocňování,
- ve vektorových prostorech je to např. vektorový součin nebo vnější součin,
- průnik, sjednocení a rozdíl množin,
- skládání zobrazení nebo funkcí,
- vytváření složených výroků pomocí logických spojek atd.